# Dietmar Eisold
Dietmar Eisold (* 18. September 1947 in Leipzig; † 26. Mai 2017 in Berlin) war ein deutscher Journalist und Kunsthistoriker.

## Leben
Dietmar Eisold absolvierte bis 1966 eine Berufsausbildung mit Abitur als Maurer. Anschließend studierte er Kunsterziehung und Geschichte.
Von 1971 bis 1991 war Eisold Redakteur für das Gebiet der bildenden Kunst bei der Zeitung Neues Deutschland, dem Zentralorgan der Sozialistischen Einheitspartei Deutschlands (SED). Er war Mitglied im Verband Bildender Künstler der DDR und in dessen Vorstand, wo er 1988 als Mitverfasser des Rechenschaftsberichts des Zentralvorstands erscheint.
Nach der politischen Wende konzentrierte er seine Aktivität als Autor und Herausgeber auf die lexikografische Dokumentation von bildender Kunst und Künstlern der DDR.

## Schriften
- Das Denkmalsensemble für das Marx-Engels-Forum. In: Bildende Kunst, Nr. 3, 1986, S. 104–108.
- Lexikon Kunst der DDR. Band 1. Homilius, Berlin 2008, ISBN 978-3-89706-848-3.
- Lexikon Kunst der DDR. Band 2. Homilius, Berlin 2008, ISBN 978-3-89706-847-6.
- Lexikon Künstler in der DDR. Ein Projekt der Gesellschaft zum Schutz von Bürgerrecht und Menschenwürde e. V. Neues Leben, Berlin 2010, ISBN 978-3-355-01761-9.[4]